# Buitrago del Lozoya
Buitrago del Lozoya är en kommun i Spanien. Den ligger i den autonoma regionen Madrid, i den centrala delen av landet, 60 km norr om huvudstaden Madrid. Antalet invånare är 1 973 (2024).